# Charles Kiffer
Pour les articles homonymes, voir Kiffer (homonymie).
Charles Kiffer, né le 8 juin 1902 à Paris, et mort le 20 janvier 1992 dans sa ville natale, est un artiste peintre, dessinateur, sculpteur, graveur et affichiste français. Il a illustré des affiches pour de nombreuses vedettes telles que Charles Trénet, Edith Piaf et Yves Montand.

## Biographie
Charles François Kiffer naît le 8 juin 1902 dans le 1er arrondissement de Paris. Sa mère enseigne le piano et son père est tailleur, travaillant pour de nombreux comédiens. À partir de 1918, il fréquente l'École Nationale Supérieure des Beaux-Arts de Paris. Il se marie en 1924 avec la sportive Suzanne Kiffer-Porte. Charles Kiffer, élève de Cormon, a exposé au Salon des Indépendants, au Salon d'Automne ainsi qu'au Salon des Tuileries à Paris. C'est un peintre et graveur connu pour la haute sensibilité de son travail. Il illustre des affiches pour de nombreuses vedettes telles que Charles Trénet, Edith Piaf et Yves Montand. Il était proche d'Edith Piaf. Il meurt le 20 janvier 1992 dans le 4e arrondissement de Paris,.

## Œuvres dans les collections
- Portrait de Marlene Dietrich, Fondation Alexandre Vassiliev[7]